# Округ Нес (Канзас)
Округ Нес (енгл. Ness County) је округ у америчкој савезној држави Канзас. По попису из 2010. године број становника је 3.107. Седиште округа је град Нес Сити.

## Демографија
Према попису становништва из 2010. у округу је живело 3.107 становника, што је 347 (10,0%) становника мање него 2000. године.
| Група             | 2000.         | 2010.         |
| Белци             | 3.369 (97,5%) | 2.828 (91,0%) |
| Афроамериканци    | 2 (0,1%)      | 18 (0,6%)     |
| Азијати           | 3 (0,1%)      | 4 (0,1%)      |
| Хиспаноамериканци | 52 (1,5%)     | 229 (7,4%)    |
| Укупно            | 3.454         | 3.107         |